# Хосе Гомес
Хосе Гомес (ісп. José Gervasio Gómez, нар. 23 жовтня 1949) — уругвайський футболіст, що грав на позиції флангового півзахисника, нападника. Виступав, зокрема, за клуби «Серро» та «Дефенсор Спортінг», а також національну збірну Уругваю.

## Клубна кар'єра
У дорослому футболі дебютував 1967 року виступами за команду «Серро» в Прімера Дивізіоні. У 1974 році перейшов до іспанського «Алавеса». У сезоні 1974/75 років зіграв 11 матчів у Сегунда Дивізіоні. Після цього повернувся до Уругваю, де виступав за «Фенікс» (Монтевідео).
Своєю грою за останню команду привернув увагу представників тренерського штабу клубу «Дефенсор Спортінг», до складу якого приєднався 1976 року. Під керівництвом Рікардо де Леона був одним з важливиї гравців, які порушили багаторічну гегемонію в чемпіонаті Уругваю столичних «Пеньяроля» та «Насьйоналя». У чемпіонському для клубі сезону грав на позиції півзахисника, де загалом провів на полі 1392 хвилини. Того ж року допоміг команді виграти Лігілью Пре-Лібертадорес. 27 грудня 1976 року у фіналі проти «Пеньяроля» відзначився одним із чотирьох голів «Дефенсора» (4:1), яка під керівництвом чилійця Андрес Прієто Уррехола. Гомес залишався вірним «фіалкам» наступного року, грав у Кубку Лібертадорес і все ще залишався основним гравцем.
Протягом 1981 року захищав кольори клубу «Емелек». У 1982 році повернувся в «Дефенсор Спортінг». Футбольну кар'єру завершив у клубі «Ліверпуль» (Монтевідео).

## Виступи за збірну
28 березня 1974 року у футболці національної збірної Уругваю. Поїхав на чемпіонат світу 1974 року у ФРН, але на турнірі не зіграв жодного матчу. Востаннє футболку національної команди одягав 8 травня 1974 року Загалом протягом кар'єри у національній команді, яка тривала 1 рік, провів у її формі 5 матчів.

## Кар'єра тренера
По завершенні кар'єри гравця розпочав тренерську діяльність.

## Досягнення
«Дефенсор Спортінг»
- Прімера Дивізіон Уругваю
  -  Чемпіон (1): 1976

- Лігілья Уругваю
  -  Чемпіон (3): 1976